# Antin
Antin je naselje u Republici Hrvatskoj, u sastavu općine Tordinci, Vukovarsko-srijemska županija. Antin je smješten u donjem Povučju, kontinuirano postoji od razvijenog srednjovjekovlja do danas, a prvi su nazivi naselja Ant ili Ont, dok je u 16. stoljeću za vrijeme osmanske vladavine ime sela
preinačeno u Ontin.

## Zemljopisni položaj
Antin se smjestio u jugozapadnom dijelu Panonske nizine, odnosno u istočnom dijelu savsko-dravskog međuriječja pored Vuke, rijeke sa 112 km toka koja se ulijeva u Dunav. Po smještaju Antin nalikuje riječnom otoku, tj. adi, jer zapadnom i južnom stranom Antina protječe Vuka, a sjevernom i istočnom stranom Antin je omeđen kanalom, tzv. "Antinskim prokopom" ili nekad zvanim Gergely kanalom. 
Antin se smjestio sjeverozapadno od Vinkovaca, jugoistočno od Osijeka, te zapadno od Vukovara. Najbliža susjedna mjesta Antinu su: Korođ na sjeveru, Tordinci na istoku, Gaboš na jugu te Markušica na zapadu.

## Stanovništvo
Do rata je Antin nastanjivalo 977 stanovnika koji su se većinom bavili poljodjelstvom, dok je ostali dio radio u obližnjem Osijeku ili Vinkovcima. Po popisu iz 2001. godine, Antin nastanjuje 806 stanovnika. Natalitet je u stalnom porastu. Antin je prije Domovinskog rata bio selo s najvećim natalitetom u Hrvatskoj. [nedostaje izvor]
Imao je nekoliko privatnih tvrtki koje su bile poznate u širem kraju i zapošljavale nekolicinu domaćeg stanovništva.
| broj stanovnika | 554   | 662   | 537   | 568   | 557   | 603   | 633   | 705   | 756   | 862   | 883   | 960   | 935   | 977   | 806   | 731   | 602   |
|                 | 1857. | 1869. | 1880. | 1890. | 1900. | 1910. | 1921. | 1931. | 1948. | 1953. | 1961. | 1971. | 1981. | 1991. | 2001. | 2011. | 2021. |

## Kultura i šport
U selu djeluje nekoliko udruga:
- Kulturno umjetničko društvo "Lela i Vladimir Matanović" po kojem je Antin nadaleko poznat,
- DVD Antin,
- Udruga žena "Paun",
- LD "Šljuka"
- te poznati nogometni klub NK Mladost Antin koji je sada član 3. HNL Istok, što je za tako malo mjesto više nego izniman uspjeh.

Antin je filijala župe Presvetog Trojstva Tordinci.

## Velikosrpska agresija
Crkva u Antinu posvećena je Sv. Antunu Padovanskom. Antin je u Domovinskom ratu prošao pravu kalvariju o kojoj se uopće malo zna. Ostavljen sam okružen srpskim življem, na milost i nemilost jugo armade i četnicima, bez mjesnog župnika, (poginule i umrle su u to vrijeme sami pokapali), bez ikakve vanjske pomoći odolijevao je praktično tri mjeseca u potpunom okruženju. Dana 29. rujna 1991. g. pokušavavaju proboj do slobodnog područja, no upadaju u neprijateljsku zasjedu koja ih nemilosrdno napada, te im ne dopušta napustiti mjesto. Antinu sutradan 30. rujna 1991. g. stže ultimatum od strane jugočetničkih snaga "Predajte se, ljude i naoružanje, inače ćete biti sravljeni sa zemljom".
U dogovoru s predsjednikom Skupštine općine Vinkovci Tihomirom Zovkom, Antinu i Antinčanima ne preostaje ništa drugo nego postupiti po ultimatumu kojeg su dobili. U nepreglednoj koloni ljudi, traktora, automobila napušta se Antin uz nadzor jugočetničke armade koja je nadzirala predaju i napuštanje sela.
No ipak odvažna grupa branitelja, pripadnika HOS-a, ne želi svoju sudbinu prepustiti u ruke neprijatelja. Odlaze u šume koje se nalaze nadomak sela, i uz pomoć rijeke Vuke koja istim šumama protječe u nekoliko krivina i močvara. Dobro poznavajući terene gdje su odrastali i poznavali svako drvo i žbun, uspijevaju u svom proboju do slobodnog područja, pod nadzorom HV-a. Antin je platio strašan danak kako u onom materijalnom što je nadoknadivo i manje važno, ali ponajviše velikim brojem ljudskih života civila i branitelja uzimajući u obzir veličinu mjesta. U Antinu se nalazi i masovna grobnica iz Domovinskog rata u kojoj je pronađen veliki broj pobijenih Antinčana. (vidi popis masovnih zločina nad Hrvatima u Domovinskom ratu).